# 山姆·麥克道威爾
山繆爾·愛德華·湯瑪斯·麥克道威爾（英語：Samuel Edward Thomas McDowell，1942年9月21日—），綽號「Sudden Sam」，為前美國職棒大聯盟的投手。他生涯曾效力過印地安人、巨人、洋基與海盜等隊。他生涯入選過6次明星賽，拿下5次美聯三振王。

## 職業生涯

### 克里夫蘭印地安人
1960年初，麥克道威爾以7500萬美元激勵獎金加盟印地安人。他在小聯盟拿下13勝10敗，防禦率4.42的成績後，於1961年9月15日登上大聯盟。當時的麥克道威爾還不滿19歲，他先發6.2局僅被敲出3支安打無失分技驚四座。然而他在那場比賽也投出5次保送，最後球隊換上Frank Funk救援。而他在9局上一口氣失掉3分，最終印地安人2比3遭到逆轉吞敗。
1962年4月，麥克道威爾面對洋基進行第二場先發，但他投不滿5局就提前退場，無緣拿下勝投。他在5月底的防禦率高達6.04，因此遭到下放3A調整。之後他在小聯盟的防禦率為2.02，也讓他獲得重返大聯盟的機會。結果他回到大聯盟表現還是跟之前一樣，整季防禦率6.06。
1963年4月16日，麥克道威爾面對參議員完投9局僅被敲出2支安打，送出13次三振，但也投出7次保送。他整季防禦率4.85有比之前進步一些，但控球不穩依舊是他的罩門。他在小聯盟甚至只投65局就丟出7次暴投。
1964年，麥克道威爾在小聯盟先發9場拿下8勝，還投出一場無安打比賽，防禦率僅1.18。5月31日，他在大聯盟拿下後援勝。6月2日，他面對白襪隊投出完投勝。這年他的控球能力有大幅的進步，整季他拿下11勝6敗，防禦率2.70。
1965年，麥克道威爾首度入選明星賽，不過他在明星賽登板2局吞敗。這年他投出325次三振，防禦率2.18，同時拿下美聯防禦率王和三振王。他也是隊史繼1946年的鮑伯·費勒後，單季投出最多三振的投手。最後他在MVP票選上拿下第17名。
1966年，麥克道威爾的表現比起前一年稍微下滑。整季他拿下9勝8敗，防禦率2.87，而他再度連莊三振王。1967年，他整季僅拿下13勝15敗，防禦率3.85。5月21日，他從紅襪隊投手Bucky Brandon手中敲出生涯首轟。
1968年，大聯盟減少投手丘距離，所以這年又被稱作投手大年。麥克道威爾也因此受惠，整季防禦率僅1.81。他拿下15勝14敗，再次成為聯盟三振王。1969年，麥克道威爾拿下18勝14敗，不僅入選明星賽，且再度成為三振王。6月27日，他投出生涯第1500次三振。
1970年，麥克道威爾拿下20勝12敗，生涯首度單季投出300次三振。這年他投出19次完投，防禦率僅2.92。不過他的BB/9值(每9局保送數)上升到3.9次，另外投出17次暴投。
1971年，麥克道威爾只拿下13勝17敗，防禦率3.40。球季結束後，麥克道威爾要求球隊將他交易，因此印地安人將他交易到巨人，換來蓋洛·佩里和Frank Duffy。

### 舊金山巨人
這筆交易可說是巨人最慘痛的一次交易案，因為麥克道威爾在這年的各項數據都是生涯最糟。他雖然拿下10勝8敗，但他的防禦率高達4.33。與此同時，被交易到印地安人的佩里拿下24勝，防禦率1.92，成功獲得賽揚獎。
1973年，麥克道威爾原本打算退休，但在經過治療後決定重返球場繼續打拚。這年他主要以後援投手身分出賽，拿下1勝2敗，3次救援成功，防禦率4.50。6月7日，巨人將他交易到洋基。

### 紐約洋基
加入洋基後，麥克道威爾重回先發行列。他在前6場先發就拿下5勝，但他之後卻一勝難求。整季他拿下5勝8敗，防禦率3.95。
1974年，麥克道威爾受到傷勢影響導致表現不佳。他還因為椎間盤突出缺席兩個月的比賽。整季他僅拿下1勝6敗，防禦率4.69。9月13日，麥克道威爾主動提出自請離隊。

### 匹茲堡海盜
1975年，麥克道威爾快到開幕戰才和海盜隊簽約。這年他以牛棚投手身分出賽，整季上場14場比賽，防禦率2.86。儘管他的K/9值(每9局三振數)和BB/9值都是近兩年最佳，但海盜依舊在6月26日將他釋出。

## 生涯投球成績
| 勝投 | 敗投 | 防禦率 | 出賽場次 | 先發 | 完投 | 完封 | 投球局數 | 安打 | 失分 | 自責分 | 全壘打 | 保送 | 三振 | 暴投 | 觸身球 |
| ---- | ---- | ------ | -------- | ---- | ---- | ---- | -------- | ---- | ---- | ------ | ------ | ---- | ---- | ---- | ------ |
| 141  | 134  | 3.17   | 425      | 346  | 23   | 14   | 2492.1   | 1948 | 999  | 879    | 164    | 1312 | 2453 | 140  | 59     |

## 總結
麥克道威爾生涯累積2453次三振，在他退休時，他的三振率僅次於諾蘭·萊恩和山迪·柯法斯兩位名人堂投手。他在印地安人累積2159次三振，排在隊史第二。他在明星賽累積8局投球，一共投出12次三振。儘管如此，前大聯盟總教練艾爾文·達克仍說麥克道威爾是他遇過防守最糟的投手之一。

## 外部連結
- 球員資訊和成績在MLB，ESPN，Baseball-Reference，Fangraphs（英文）